# Ptychadena christyi
Espèce
Synonymes
- Rana christyi Boulenger, 1919

Statut de conservation UICN

 LC  : Préoccupation mineure
Ptychadena christyi est une espèce d'amphibiens de la famille des Ptychadenidae.

## Répartition
Cette espèce se rencontre, :
- dans l'ouest de l'Ouganda ;
- dans le nord-est de la République démocratique du Congo.

## Description
L'auteur indique que le plus grand mâle en sa possession mesure 53 mm et la plus grande femelle 57 mm. Cette espèce a le dos brun soit uniforme soit avec quelques petites taches foncées. Sa face ventrale et sa gorge sont jaunes. Le mâle présente une paire de sacs vocaux externes de couleur noire.

## Étymologie
Cette espèce est nommée en l'honneur du docteur Cuthbert Christy qui a collecté les premiers spécimens.

## Publication originale
- Boulenger, 1919 : Batraciens et reptiles recueillis par le Dr. C. Christy dans les districts de Stanleyville, Haut-Uelé et Ituri en 1912-1914. Revue de zoologie et de botanique africaines, vol. 7, no 1, p. 1-29 (texte intégral).